# Антипин, Пётр Фёдорович
Пётр Фёдорович Антипин (13 [25] декабря 1890, Кашин Тверской губернии — 30 октября 1960, Ленинград) — специалист в области электрохимии и электрометаллургии, профессор 1938, член-корреспондент АН СССР (с 1939), создатель научной школы в металлургии лёгких металлов.

## Биография
В 1921 году окончил электрохимический факультет ЭТИ.
Впервые в России вёл в электрохимической лаборатории ЭТИ (1915—1916) исследовательскую работу по электрохимическому получению магния и других металлов.
В 1919 г. преподавал курс общей химии. Курс «Электролиз расплавленных солей» читал в ЛЭТИ (с 1926), в ЛТИ (с 1931) и в ЛПИ (1933—1938).
Работал в ряде проектных организаций, в том числе во Всесоюзном алюминиево-магниевом институте в Ленинграде. В 1927—1934 годах принимал участие в составлении «Технической энциклопедии» под редакцией Л. К. Мартенса, автор статей по тематике «электрометаллургия».
Перед Великой Отечественной войной с его участием введены в строй Днепровский (1929—1932) и Уральский (1932—1936) алюминиевые заводы.
Создал научную школу по металлургии лёгких металлов.
Возможно, был арестован в 1938 году и, что более вероятно, около 1949—1950.
Похоронен на Серафимовском кладбище Санкт-Петербурга.

## Награды и звания
- 2 ордена Трудового Красного Знамени (1942; 10.06.1945)

## Основные труды
- Антипин П. Ф., Алабышев А. Ф., Артамонов Б. П., Барзаковский В. П., Белозерский Н. А. Электрохимия расплавленных солей. Ч. 1. — Л.-М.: Главная редакция по цветной металлургии 1937. 398 с.